# کیوی قهوه‌ای جزیره شمالی
کیوی قهوه‌ای جزیره شمالی (نام علمی: Apteryx mantelli) نام یک گونه از سرده کیوی است.